# Бобикін Леонід Федорович
Леонід Федорович Бобикін (29 січня 1930, село Пержа, тепер село Первомайське Яранського району Кіровської області, Російська Федерація — 22 квітня 2023) — радянський діяч, 1-й секретар Свердловського міського комітету КПРС, 1-й секретар Свердловського обласного комітету КПРС, завідувач відділу легкої промисловості і товарів народного споживання ЦК КПРС. Депутат Верховної Ради Російської РФСР 9—11-го скликань. Кандидат у члени ЦК КПРС у 1986—1990 роках.

## Життєпис
Народився в родині службовця. У 1948 році закінчив середню школу в місті Яранську Кіровської області.
У вересні 1948 — липні 1950 року — студент механічного факультету Одеського технологічного інституту харчової і холодилної промисловості.
У вересні 1950 — червні 1953 року — студент механічного факультету Уральського політехнічного інституту імені Кірова, інженер-механік за спеціальністю «обладнання металургійних заводів».
У серпні 1953 — листопаді 1954 року — інженер-конструктор відділення головного конструктора індивідуального машинобудування «Уралмашзаводу» в місті Свердловську.
У листопаді 1954 — листопаді 1955 року — 2-й секретар Орджонікідзевського районного комітету ВЛКСМ міста Свердловська.
У листопаді 1955 — січні 1956 року — змінний майстер новоекскаваторного цеху № 96, у січні 1956 — серпні 1957 року — старший майстер, у серпні 1957 — жовтні 1958 року — начальник механічної дільниці новоекскаваторного цеху № 96, у жовтні 1958 — серпні 1959 року — інженер-конструктор у відділі головного конструктора прокатного обладнання, у серпні 1959 — серпні 1960 року — керівник групи у відділі головного конструктора прокатного обладнання «Уралмашзаводу» в місті Свердловську.
Член КПРС з червня 1956 року.
У серпні 1960 року відряджений на монтаж дресирувального стану «1700» цеху холодильної прокатки заводу «Запоріжсталь». У березні — серпні 1961 року — провідний інженер проєкту цеху холодної прокатки заводу «Запоріжсталь» міста Запоріжжя.
У серпні 1961 — лютому 1963 року — 2-й секретар, у лютому 1963 — березні 1969 року — 1-й секретар Орджонікідзевського районного комітету КПРС міста Свердловська.
У березні 1969 — жовтні 1971 року — 2-й секретар Свердловського міського комітету КПРС.
У жовтні 1971 — листопаді 1976 року — 1-й секретар Свердловського міського комітету КПРС.
У листопаді 1976 — лютому 1977 року — секретар Свердловського обласного комітету КПРС з машинобудування та оборонної промисловості.
У лютому 1977 — травні 1983 року — 2-й секретар Свердловського обласного комітету КПРС.
У травні 1983 — січні 1986 року — 1-й заступник завідувача, у січні 1986 — червні 1988 року — завідувач відділу легкої промисловості і товарів народного споживання ЦК КПРС.
16 червня 1988 — 12 лютого 1990 року — 1-й секретар Свердловського обласного комітету КПРС.
З лютого 1990 року — персональний пенсіонер союзного значення.

## Нагороди і звання
- орден Леніна (.03.1976)
- орден Жовтневої Революції (.06.1982)
- два ордени Трудового Червоного Прапора (.07.1966, .10.1971)
- медаль «За доблесну працю у Великій Вітчизняній війні 1941—1945 рр.»
- медаль «За освоєння цілинних земель» (1957)
- медаль «За доблесну працю. В ознаменування 100-річчя з дня народження Володимира Ілліча Леніна» (1969)
- медаль «Ветеран праці» (1990)
- медаль «В пам'ять 850-річчя Москви» (1997)
- медаль «Тридцять років перемоги у Великій Вітчизняній війні 1941—1945 рр.» (1975)
- медаль «30 років визволення Чехословаччини Радянською армією» (1975)
- медаль «60 років Збройних Сил СРСР» (1978)
- медаль «40 років перемоги у Великій Вітчизняній війні 1941—1945 рр.» (1985)
- медаль «70 років ВЧК—КДБ» (1987)
- медаль «70 років Збройних Сил СРСР» (1988)
- медаль «50 років перемоги у Великій Вітчизняній війні 1941—1945 рр.» (1995)
- дві золоті медалі ВДНГ (1975, 1978)
- звання «Почесний уралмашовець» (1980)
- Почесна грамота Президії Верховної Ради РРФСР (1973)
- Премія Ради Міністрів СРСР (1974)